# Мат (Казахстан)
Мат (каз. Мәт) — село у складі Буландинського району Акмолинської області Казахстану. Входить до складу Карамишевського сільського округу.
Населення — 63 особи (2021; 134 у 2009, 189 у 1999, 311 у 1989).
Національний склад станом на 1989 рік:
- казахи — 100 %.